# شابر

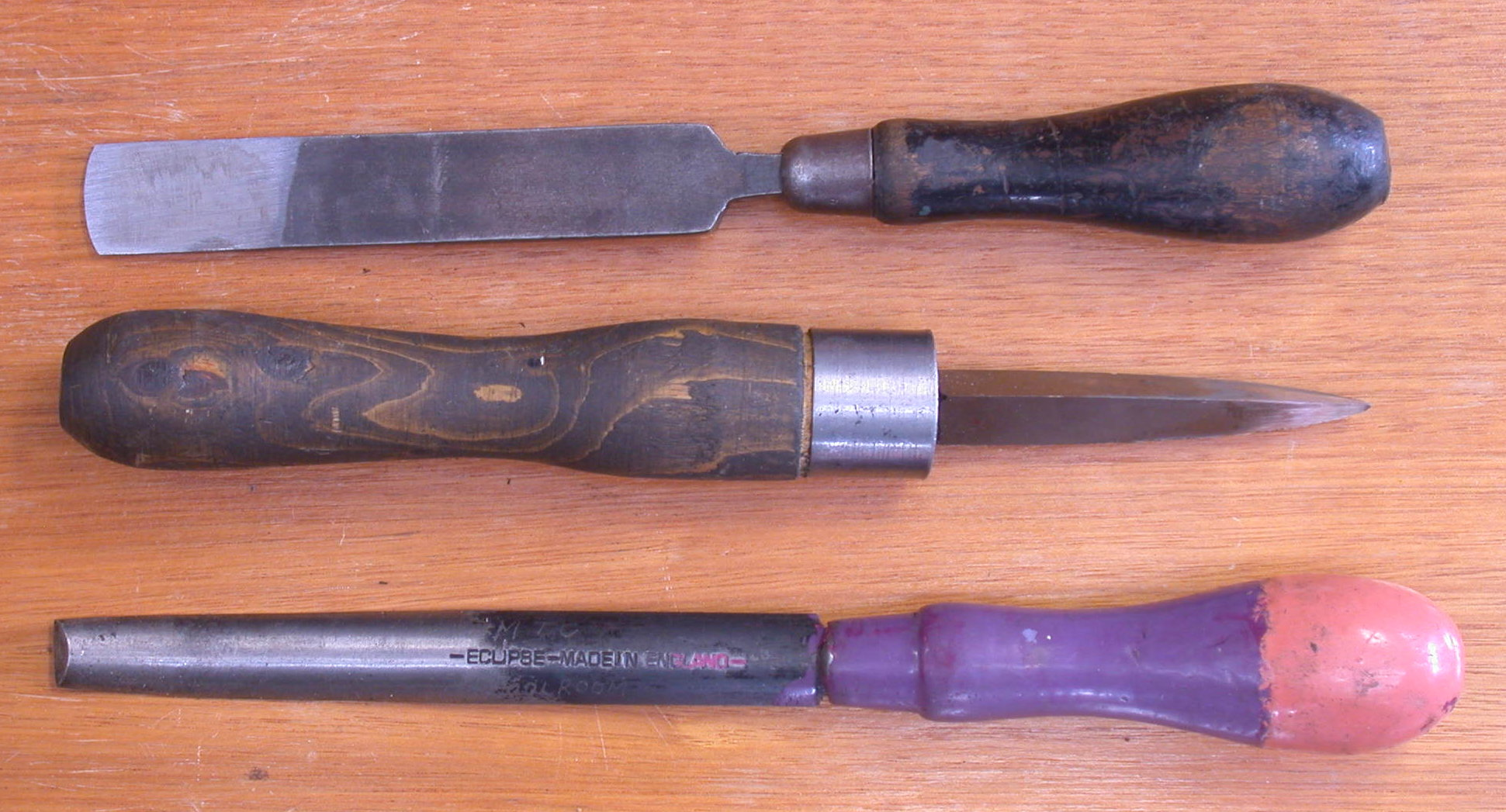
انواع شابر. از بالا به پایین: تخت، سه‌گوش، نیم‌گِرد.

شابِر ابزاری تک‌لبه است که برای تراشیدن فلز یا مواد دیگر از سطح استفاده می‌شود. عملیات شابرزنی استفاده از یک ابزار تیز به وسیله یک صنعتگر ماهر به منظور خروج مقادیر بسیار کوچک فلز از روی سطوحی است که قرار است روی یکدیگر بلغزند و در بین آنها روغن قرار داشته باشد.
این کار ممکن است زمانی مورد نیاز باشد که یک سطح باید تراز شود، برای اتصال به بخش جفت خود اصلاح شود، روغن را نگه دارد (معمولاً روی سطح تازه آسیاب شده) یا دارای پرداخت تزئینی شود.
نام این ابزار از واژهٔ آلمانی Schaber گرفته شده که از فعل schaben به معنی تراشیدن گرفته شده است.
شابر را از فولاد آلیاژی سخت‌سازی شده می‌سازند؛ شابر را از سوهان کهنه نیز می‌توان ساخت. شابرها بر سه نوع‌اند:
لبهٔ برندهٔ شابر تخت در سر آن قرار دارد. از این نوع شابر برای شابر زدن سطوح تخت استفاده می‌شود. شابر نیم‌گِرد دو لبهٔ تیز دارد و می‌توان از آن برای شابرزنی توپی، فلکه (پولی)، یاتاقان و سطوح توخالی مشابه استفاده کرد. شابر سه‌پهلو یا سه‌گوش برای شابرزنی قطعات کوچک با سطح خمیده به کار می‌رود.
شابرزنی فرایند حذف برجستگی‌های سطح کار است. شابرزنی عمل دشواری است و معمولاً در کارگاه‌های آموزشی انجام نمی‌شود. برای شابر زدن هر قطعه باید عملیات زیر را انجام داد:
1. روی صفحهٔ صاف جوهر شانه‌گذاری بمالید.
2. سطوح قطعه‌کاری را که باید شابرزنی شود روی صفحهٔ صاف بمالید.
3. برجستگی‌های سطح قطعه‌کار را که رنگ جوهر گرفته‌اند، شابر بزنید.

۴. این عملیات را تکرار کنید تا وقتی که تمام سطح قطعه‌کار رنگ جوهر بگیرد.